# Controlling Crowds - Part IV
Controlling Crowds - Part IV è il settimo album studio del gruppo Trip hop britannico Archive. È stato pubblicato nell'ottobre 2009.
Si tratta del seguito di Controlling Crowds, che contiene le prime tre parti. Entrambi gli album sono inseriti in un doppio CD pubblicato come Controlling Crowds - The Complete Edition Parts I–IV.

## Tracce
Musiche di Darius Keeler, eccetto dove indicato.
1. Pills - 4:11 (testo: Griffiths, Quintile, Pen)
2. Lines - 6:04 (musica: Keeler, Griffiths - testo: John, Berrier, Griffiths) - Voci di John, Berrier e Pen
3. The Empty Bottle - 7:03 (testo: Pen, Griffiths) - Voce di Pen
4. Remove - 4:06 (testo: Berrier) - Voce di Berrier
5. Come on Get High - 4:41 (testo: Griffiths) - Voce di Berrier
6. Thought Conditioning - 3:39 (testo: John) - Voce di John
7. The Feeling of Losing Everything - 4:48 (testo: Pen) - Voce di Pen
8. Blood In Numbers - 3:05 (musica: Pen, Keeler - testo: Pen) - Voce di Pen
9. To the End - 3:55 (testo: Pen, Keeler) - Voce di Pen
10. Pictures - 3:55 (testo: Berrier) - Voce di Berrier
11. Lunar Bender - 3:24 (musica: Berrier, Griffiths, Keeler - testo: Berrier, Griffiths) - Voce di Berrier

## Formazione
- Darius Keeler - tastiere, sintetizzatori, pianoforte, piano elettrico, organo, programmazione, orchestrazioni, arrangiamenti, produzione
- Danny Griffiths - Campionatori, tastiere (2,6,8,11), programmazione (2,3), arrangiamenti, produzione
- Pollard Berrier - voce, chitarra (11), programmazione (11)
- Dave Pen - voce, chitarra (8), percussioni (1)
- Maria Q - voce
- Rosko John - Rapping
- Steve Harris - chitarra, voce
- Steve "Smiley" Bernard - batteria, percussioni
- Jonathan Noyce - basso elettrico